# Shinji Takao
Takao Shinji (高尾紳路?) (26 de octubre de 1976, Chiba, Japón) es un jugador profesional de go .

## Biografía
Takao Shinji es uno de los mejores jugadores de Go japoneses . Se hizo profesional en 1991. Ganó el título de Honinbo en 2005 por medio punto en la última partida. Cho U, Hane Naoki, Yamashita Keigo y Takao forman el grupo de jugadores en Japón llamado los "Cuatro Emperadores".

## Rivalidad con Yamashita Keigo
La rivalidad de Takao con Yamashita Keigo empezó en agosto de 1986 durante una partida televisada. La partida era la final del Campeonato de Escuela Elemental de Japón donde Keigo, de 8 años, derrotaba a Shinji, de 9 años, y ganaba el título. Su rivalidad continuaría en 1996 donde Shinji se tomó la revancha. Shinji derrotó a Yamashita en la semifinal del Shinjin-O, y finalmente ganando el título contra Shinya Nakamura. En 1998, esta vez en la final del Shinjin-O, Yamashita derrotó a Takao por 2-1 y ganó el título. Sus partidas en grandes títulos continuaron siendo la última la que ganó Takao a Yamashita para luchar por el título de Judan.

## Campeonatos y subcampeonatos
| Título      | Años ganado      |
| ----------- | ---------------- |
| Actuales    | 10               |
| Meijin      | 2006             |
| Honinbo     | 2005-2007        |
| Judan       | 2008             |
| Ryusei      | 2000, 2004       |
| Shinjin-O   | 1996             |
| Copa Daiwa  | 2006, 2007 (3rd) |
| Extintos    | 2                |
| NEC Shun-Ei | 2000, 2002       |
| Totales     | 12               |

| Título    | Años perdido |
| --------- | ------------ |
| Actuales  | 7            |
| Meijin    | 2007, 2010   |
| Honinbo   | 2008, 2009   |
| Judan     | 2003, 2009   |
| Copa NEC  | 2003, 2007   |
| Copa Agon | 1999         |
| Shinjin-O | 1998, 2002   |
| Extintos  | 1            |
| Shin-Ei   | 2000         |
| Totales   | 10           |